# Heterotropus glaucus
Heterotropus glaucus är en tvåvingeart som först beskrevs av Becker 1907.  Heterotropus glaucus ingår i släktet Heterotropus och familjen svävflugor. Inga underarter finns listade i Catalogue of Life.